# André Cheuva
André Cheuva était un footballeur international né le 30 mai 1908 à Hellemmes et mort le 5 février 1989 à Marcq-en-Barœul. Il évoluait au poste de demi-centre et d'inter droit. 

## Biographie
André Cheuva débute à Fives où il passe trois saisons avec l'équipe juniors puis trois années en équipe une. Il quitta alors Fives pour l'Iris Club Lillois. De là il passa à l'Olympique lillois. Dès sa première saison chez l'OL il remporte le titre de Champion du Nord. Ses bonnes performances le font sélectionné en équipe du Nord, les Lions de Flandres. Il joue contre la sélection du Sud-Est à Montpellier puis l'équipe de Hongrie amateur à Tourcoing. Il est également sélectionné dans la sélection des Lions de Flandres qui bat le Rapid de Vienne.
Il est ensuite appelé en équipe de France militaire. Il joue à Buffalo contre la Belgique puis à Londres contre l'Angleterre. Il livre deux belles prestations et la presse anglaise le qualifie de « grand-footballeur ». Il rejoint ensuite l'équipe de France de football. Il fait ses débuts sous le maillot Bleu le 9 mai 1929 contre l'Angleterre. Au poste d'inter droit (entre Nicolas et Dewaquez) il ne démérita pas malgré la défaite 4-1. Dix jours plus tard, contre la Yougoslavie il inscrit son premier but chez les tricolores (défaite 3-1). Il portera au total le maillot bleu à sept reprises pour un total de deux buts. 

## Carrière
- Jusqu'en 1926 :  SC Fives
- 1926 - 1928 :  Iris Club Lillois
- 1928 - 1932 :  Olympique lillois
- 1932 - 1938 :  SC Fives
- 1938 - 1939 :  Olympique lillois
- 1942 - 1945 :  Olympique Iris Club Lillois
- 1945 - 1946 :  Olympique Marcquois[1]

## Palmarès
- 7 sélections en équipe de France A pour 2 buts de 1929 à 1936.
- Finaliste de la Coupe de France : 1939 (Olympique lillois)
- Finaliste de la Coupe Peugeot : 1931 (Olympique lillois)

## Carrière d'entraîneur
- 1946-1959 :  Lille OSC
- RRFC Montegnée
- 1962-1966 :  Boulogne-sur-mer
- 1966-1968 :  Saint-Quentin
- 1966-1969 :  Tourcoing

## Palmarès d'entraîneur
- Champion de France de D1 en 1954.
- Vice-champion de France de D1 en 1948, 1949, 1950, 1951.
- Vainqueur de la Coupe de France en 1947, 1948, 1953 et 1955. Ceci est le record de victoires, qu'il partage avec Guy Roux.
- Finaliste de la Coupe de France en 1949.
- Finaliste de la Coupe Drago en 1954 et 1956.
- Finaliste de la Coupe Latine 1951.

## Citation
« Je tiens à rendre aussi hommage à la famille d'André Cheuva. C'était un entraîneur mythique quand j'étais gamin ». Guy Roux, le 4 juin 2005 après avoir gagné sa quatrième Coupe de France et égalé le record d'André Cheuva. 

## Source
Marcel Rossini, André Cheuva, l'étoile du Nord in Football (hebdomadaire), jeudi 23 janvier 1930, no 8, page 3